# Saint-Michel-de-Montjoie
Pour les articles homonymes, voir Saint-Michel et Montjoi.
Saint-Michel-de-Montjoie est une commune française, située dans le département de la Manche en région Normandie, peuplée de 344 habitants.

## Géographie
La commune est au nord du Mortainais, limitrophe du Calvados à 2 km au nord du bourg. Son bourg est à 11 km à l'ouest de Sourdeval, à 11 km au sud de Saint-Sever-Calvados, à 13 km à l'est de Brécey, à 16 km au sud-ouest de Vire, à 19 km au nord-ouest de Mortain et à 20 km au sud-est de Villedieu-les-Poêles.
Le point culminant (358 m) se situe au nord, près du lieu-dit les Rochers. Le point le plus bas (185 m) correspond à la sortie du ruisseau de la Pierre Zure du territoire, au sud. La commune est majoritairement bocagère, le nord-ouest est couvert par le bois de Montjoie.
| Le Gast (Calvados), Coulouvray-Boisbenâtre (sur quelques mètres) | Champ-du-Boult (Calvados) | Champ-du-Boult (Calvados), Gathemo |
| Saint-Pois                                                       | Saint-Michel-de-Montjoie  | Gathemo                            |
| Saint-Pois                                                       | Lingeard                  | Perriers-en-Beauficel              |

### Hydrographie
La commune est située dans le bassin Seine-Normandie. Elle est drainée par la Dathée, le Glanon, le cours d'eau 05 de la commune de Saint-Michel-de-Montjoie, le ruisseau de Pierre Zure, un bras du Glanon, le cours d'eau 01 de la commune de Saint-Michel-de-Montjoie, le cours d'eau 02 de la commune de Perriers-en-Beauficel, le cours d'eau 02 de la commune de Saint-Michel-de-Montjoie, le cours d'eau 02 des Nouettes, le cours d'eau 03 de la commune de Saint-Michel-de-Montjoie, le cours d'eau 04 de la commune de Saint-Michel-de-Montjoie, le fossé 01 de Beaumoncel, le fossé 01 de la Courcolliere et le ruisseau Barbot,,.
La Dathée, d'une longueur de 15 km, prend sa source dans la commune de Gathemo et se jette  dans la Virène à Vire Normandie, après avoir traversé quatre communes. 

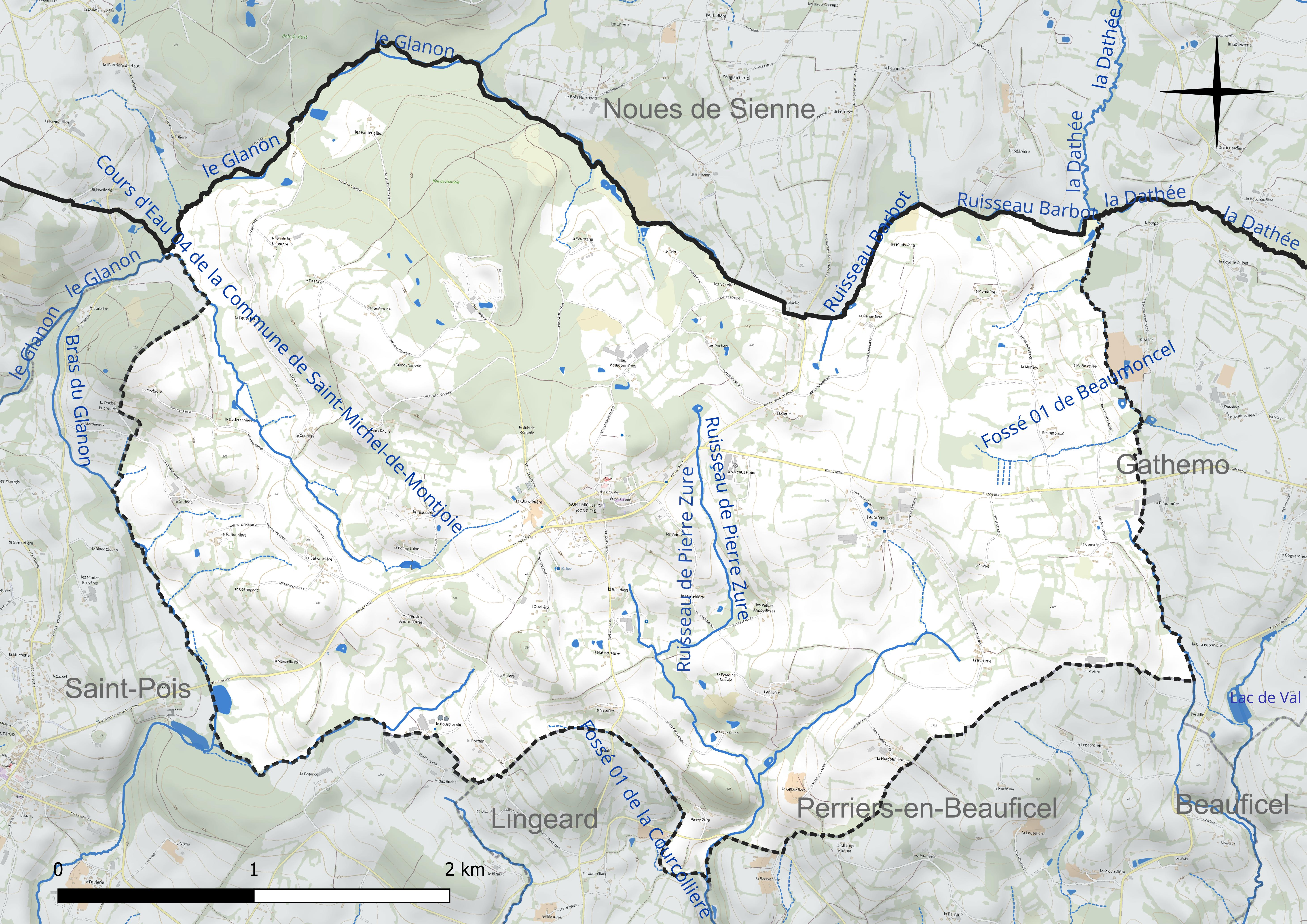
Réseau hydrographique de Saint-Michel-de-Montjoie.

Le Glanon, d'une longueur de 12 km, prend sa source dans la commune de Noues de Sienne et se jette  dans la Sée à Cuves, après avoir traversé six communes. 

### Climat
Pour des articles plus généraux, voir Climat de la Normandie et Climat de la Manche.
En 2010, le climat de la commune est de type climat océanique altéré, selon une étude du CNRS s'appuyant sur une série de données couvrant la période 1971-2000. En 2020, Météo-France publie une typologie des climats de la France métropolitaine dans laquelle la commune est exposée à un climat océanique et est dans la région climatique Normandie (Cotentin, Orne), caractérisée par une pluviométrie relativement élevée (850 mm/a) et un été frais (15,5 °C) et venté. Parallèlement le GIEC normand, un groupe régional d’experts sur le climat, différencie quant à lui, dans une étude de 2020, trois grands types de climats pour la région Normandie, nuancés à une échelle plus fine par les facteurs géographiques locaux. La commune est, selon ce zonage, exposée à un « climat contrasté des collines », correspondant au Bocage normand, bien arrosé, voire très arrosé sur les reliefs les plus exposés au flux d’ouest, et frais en raison de l’altitude.
Pour la période 1971-2000, la température annuelle moyenne est de 9,9 °C, avec une amplitude thermique annuelle de 13,7 °C. Le cumul annuel moyen de précipitations est de 1 238 mm, avec 15,4 jours de précipitations en janvier et 10,4 jours en juillet. Pour la période 1991-2020, la température moyenne annuelle observée sur la station météorologique la plus proche, située sur la commune de Saint-Hilaire-du-Harcouët à 21 km à vol d'oiseau, est de 11,5 °C et le cumul annuel moyen de précipitations est de 929,5 mm,. Pour l'avenir, les paramètres climatiques de la commune estimés pour 2050 selon différents scénarios d’émission de gaz à effet de serre sont consultables sur un site dédié publié par Météo-France en novembre 2022.

## Urbanisme

### Typologie
Au 1er janvier 2024, Saint-Michel-de-Montjoie est catégorisée commune rurale à habitat très dispersé, selon la nouvelle grille communale de densité à sept niveaux définie par l'Insee en 2022.
Elle est située hors unité urbaine. Par ailleurs la commune fait partie de l'aire d'attraction de Vire Normandie, dont elle est une commune de la couronne,. Cette aire, qui regroupe 20 communes, est catégorisée dans les aires de moins de 50 000 habitants,.

### Occupation des sols
L'occupation des sols de la commune, telle qu'elle ressort de la base de données européenne d’occupation biophysique des sols Corine Land Cover (CLC), est marquée par l'importance des territoires agricoles (81 % en 2018), une proportion sensiblement équivalente à celle de 1990 (81,2 %). La répartition détaillée en 2018 est la suivante : prairies (70,9 %), forêts (17 %), zones agricoles hétérogènes (5,6 %), terres arables (4,6 %), zones urbanisées (1,9 %). L'évolution de l’occupation des sols de la commune et de ses infrastructures peut être observée sur les différentes représentations cartographiques du territoire : la carte de Cassini (XVIIIe siècle), la carte d'état-major (1820-1866) et les cartes ou photos aériennes de l'IGN pour la période actuelle (1950 à aujourd'hui).

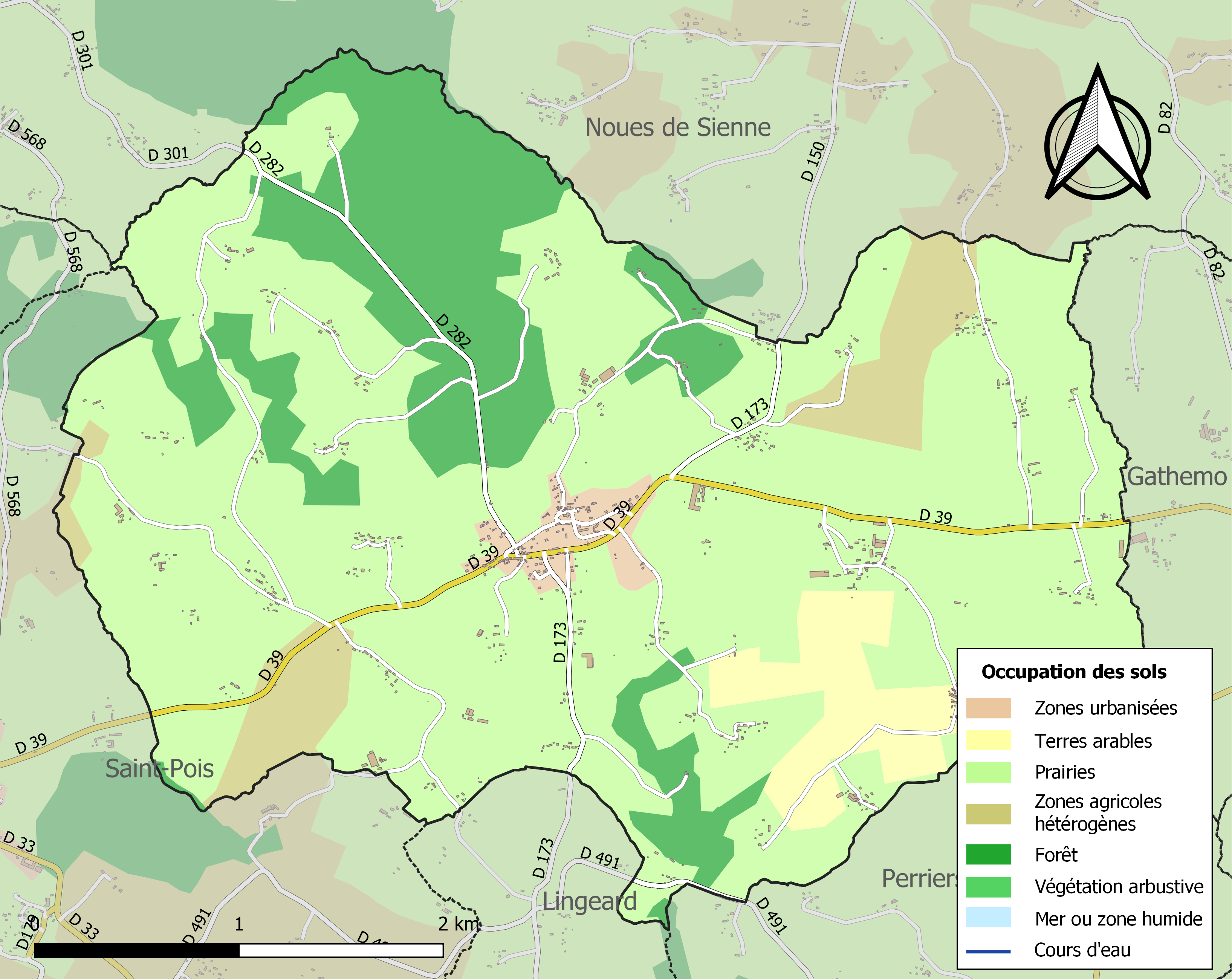
Carte des infrastructures et de l'occupation des sols de la commune en 2018 (CLC).

## Toponymie
Le nom de la localité est attesté sous la forme Sancto Michaele de Monte Gaudii.
Ce lieu de passage des pèlerins du mont Saint-Michel a son toponyme entièrement consacré à cette qualité : la paroisse était dédiée à l'archange Michel.
Montjoie est issu du latin mons, « mont », et gaudia, « joie » et désignait au Moyen Âge un lieu servant de repère sur une route.
Le mont Saint-Michel est en effet visible par très beau temps des hauteurs de la commune, et ce pour la première fois pour les pèlerins venant de Bayeux ou Caen. Profitant de l'axe de la vallée de la Sée, elle est le pendant de la Montjoie à Mortain qui domine la Sélune, pour les pèlerins venant de l'est.
La commune s'est appelée Montjoie jusqu'en 1921, date à laquelle elle a pris son nom actuel.
Le gentilé est Montois.

## Politique et administration
| Période                                  | Période      | Identité           | Étiquette | Qualité      |
| ---------------------------------------- | ------------ | ------------------ | --------- | ------------ |
| 1995                                     | juillet 2010 | Jean-Louis Renault | SE        | Agriculteur  |
| septembre 2010                           | En cours     | Jocelyne Ozenne    | SE        | Agricultrice |
| Les données manquantes sont à compléter. |              |                    |           |              |

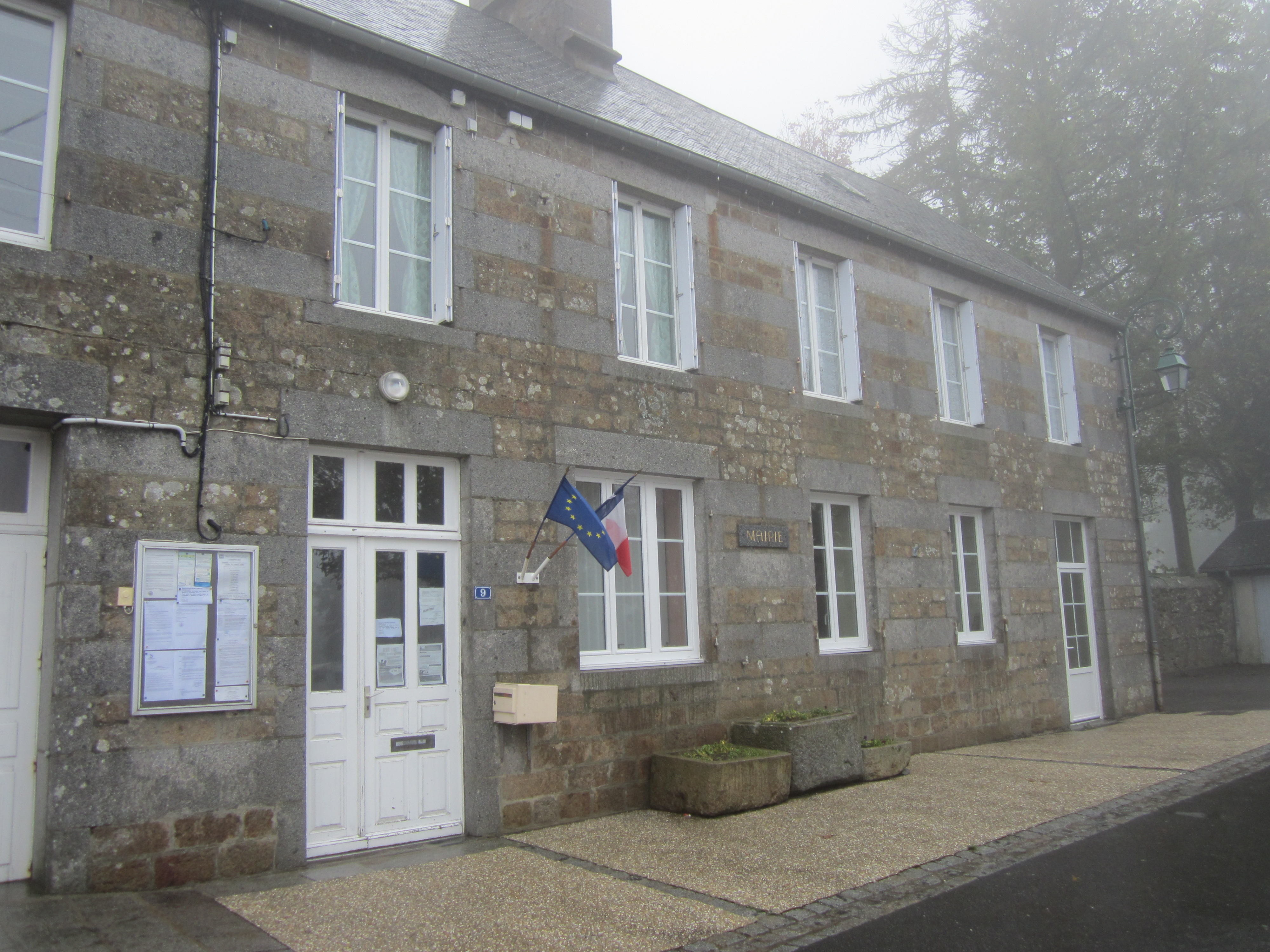
La mairie.

Le conseil municipal est composé de onze membres dont le maire et deux adjoints.

## Démographie
L'évolution du nombre d'habitants est connue à travers les recensements de la population effectués dans la commune depuis 1793. Pour les communes de moins de 10 000 habitants, une enquête de recensement portant sur toute la population est réalisée tous les cinq ans, les populations de référence des années intermédiaires étant quant à elles estimées par interpolation ou extrapolation. Pour la commune, le premier recensement exhaustif entrant dans le cadre du nouveau dispositif a été réalisé en 2004.
En 2022, la commune comptait 344 habitants, en évolution de +12,05 % par rapport à 2016 (Manche : −0,31 %, France hors Mayotte : +2,11 %).
Saint-Michel-de-Montjoie a compté jusqu'à 1 049 habitants en 1841.
| 1793 | 1800 | 1806  | 1821 | 1831 | 1836  | 1841  | 1846  | 1851  |
| ---- | ---- | ----- | ---- | ---- | ----- | ----- | ----- | ----- |
| 970  | 957  | 1 043 | 943  | 950  | 1 033 | 1 049 | 1 012 | 1 031 |

| 1856  | 1861  | 1866  | 1872 | 1876 | 1881 | 1886 | 1891 | 1896 |
| ----- | ----- | ----- | ---- | ---- | ---- | ---- | ---- | ---- |
| 1 008 | 1 011 | 1 008 | 980  | 962  | 951  | 940  | 940  | 943  |

| 1901 | 1906 | 1911 | 1921 | 1926 | 1931 | 1936 | 1946 | 1954 |
| ---- | ---- | ---- | ---- | ---- | ---- | ---- | ---- | ---- |
| 959  | 966  | 896  | 724  | 761  | 835  | 828  | 767  | 830  |

| 1962 | 1968 | 1975 | 1982 | 1990 | 1999 | 2004 | 2006 | 2009 |
| ---- | ---- | ---- | ---- | ---- | ---- | ---- | ---- | ---- |
| 788  | 756  | 642  | 504  | 462  | 371  | 354  | 348  | 318  |

| 2014 | 2019 | 2022 | - | - | - | - | - | - |
| ---- | ---- | ---- | - | - | - | - | - | - |
| 318  | 328  | 344  | - | - | - | - | - | - |

## Économie
- Carrière de granite. Il s'agit d'un granite bleu qui peut être poli pour donner de très belles pièces. Ce granite était utilisé en construction pour les chaînages (pierres d'angles, lintaux...) ou les ornements en raison de son prix plus élevé que le granite ordinaire tirant vers le marron, réservé au remplissage. Il est aussi largement utilisé pour les stèles funéraires. Une industrie du matériel de carrière a ainsi pu être développée, principalement à Vire, où par exemple les établissements Thibaut fabriquent encore du matériel de polissage reconnu à l'étranger, après avoir démarré en 1949 dans un garage automobile l'entretien des machines des granitiers voisins.

Le granit appelé Bleu de Vire a notamment servi à réaliser la tombe du soldat inconnu sous l'arc de triomphe, la basilique de Lisieux…

## Lieux et monuments
- Église Saint-Michel (XVIIe, XVIIIe – XIXe siècles). Elle abrite des autels latéraux du XVIIIe, un groupe sculpté saint Roch et son chien du XVIIIe, les statues de saint Michel du XVIIIe, une Vierge à l'Enfant du XVIIIe, saint Joseph du XVIIIe, une verrière du XXe de Paul Bony[41].
- Deux croix de cimetière du XVIIIe siècle, plusieurs calvaires et croix de chemin en granit dont la Croix des Grandes Andouillières de 1612.
- Chapelle des Nouettes.
- Maison datée 1836, près de l'église.
- Le parc-musée du Granit : retrace l'histoire du dernier centre d'extraction du granite appelé « Bleu de Vire ».
- Fontaine en granit à l'entrée du village.
- Lavoirs à La Chardinière et Malfiance.
- Panneaux indicateurs des hameaux en granite.
- Table d'orientation.
- Petit square exposant une meule et un pressoir en granit.

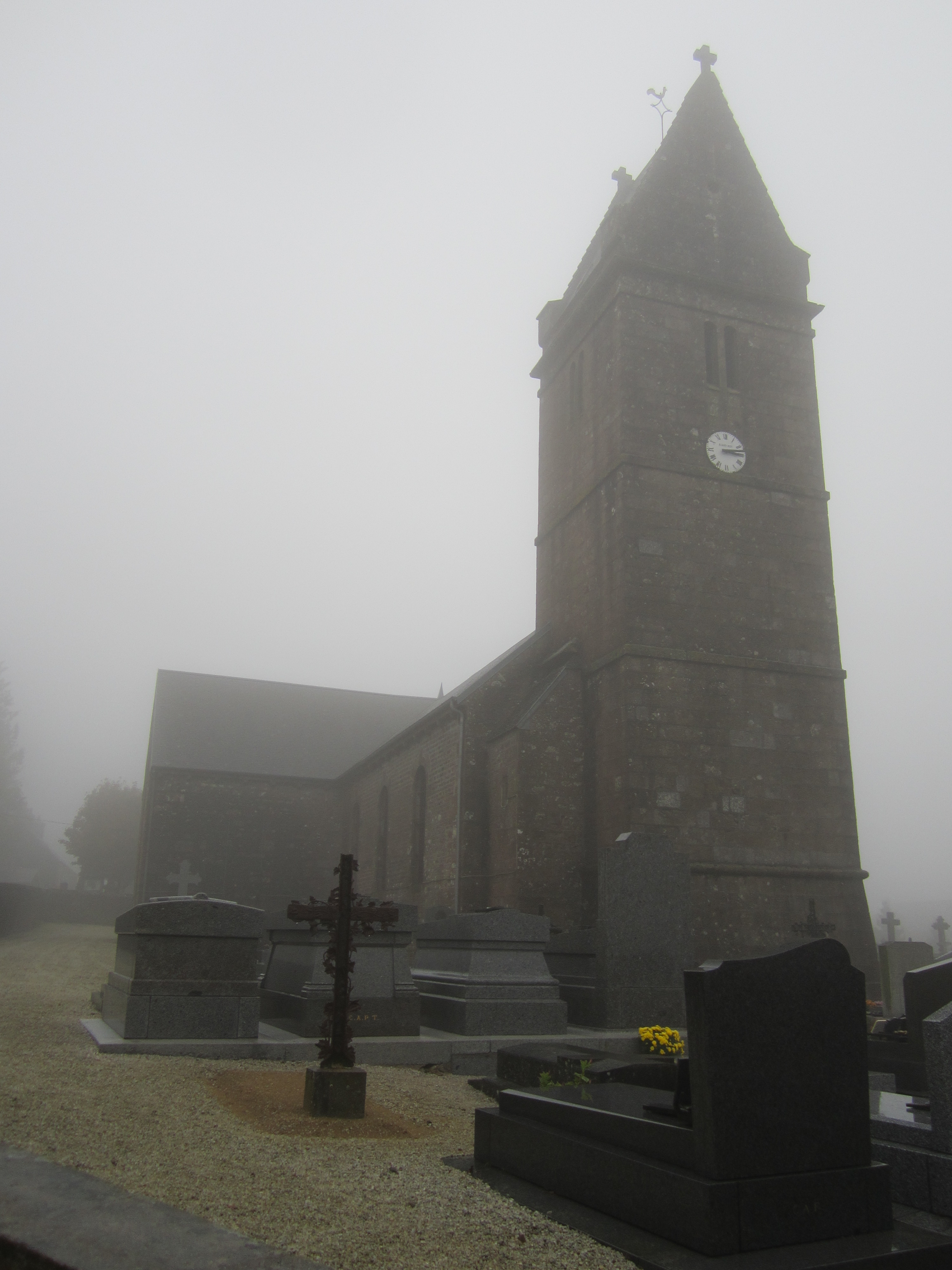
L'église Saint-Michel.
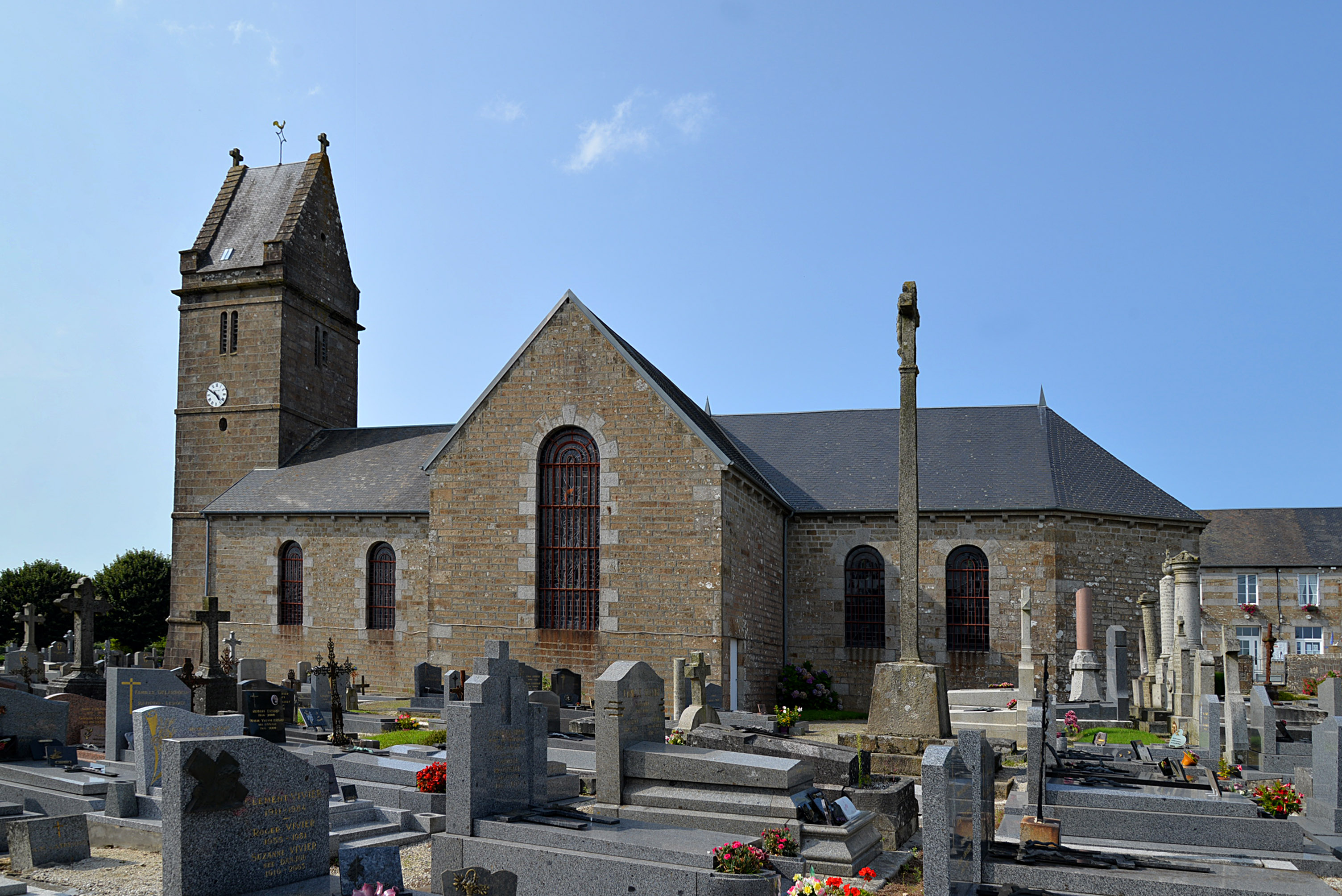
L’église Saint-Michel.
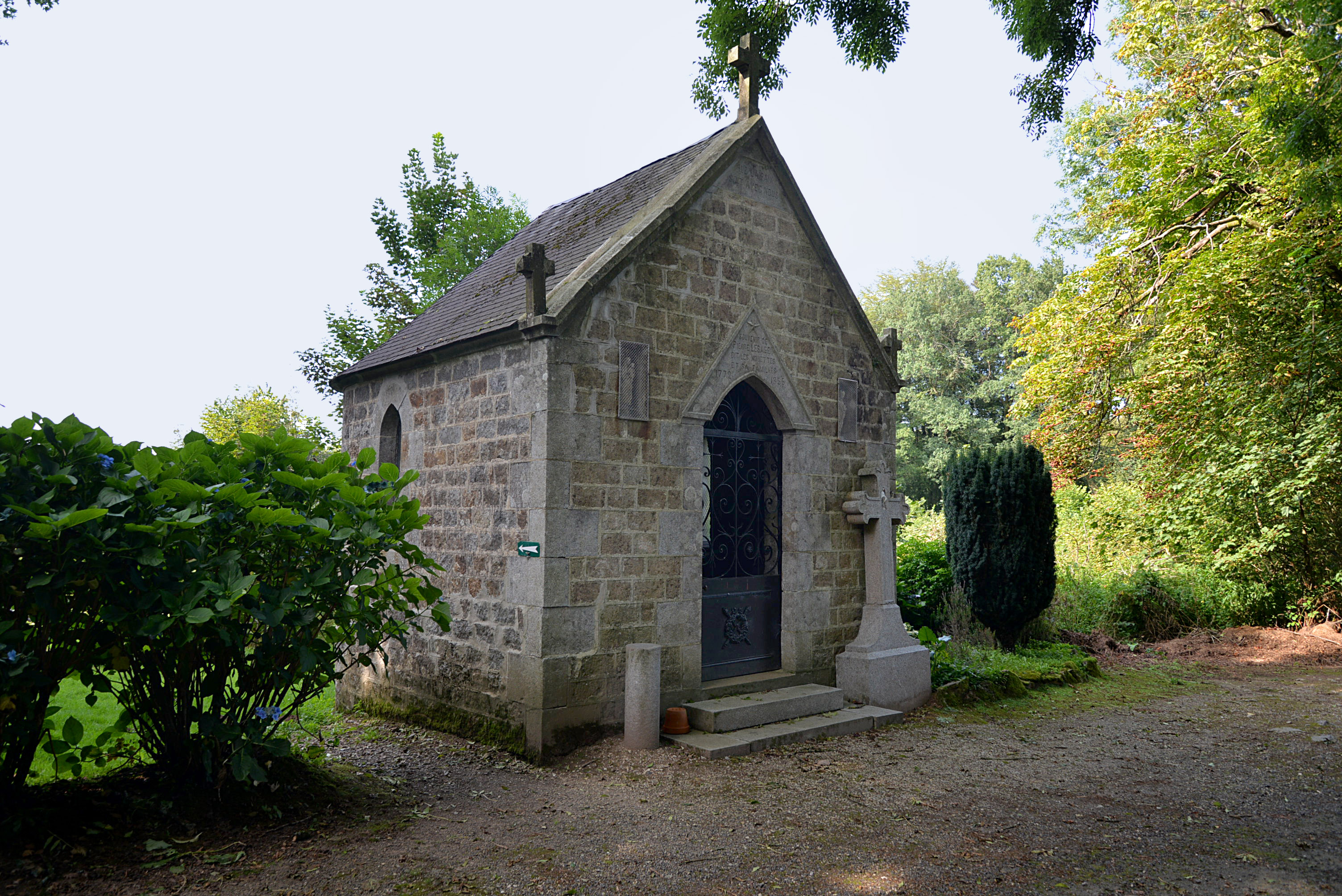
La chapelle des Nouettes.
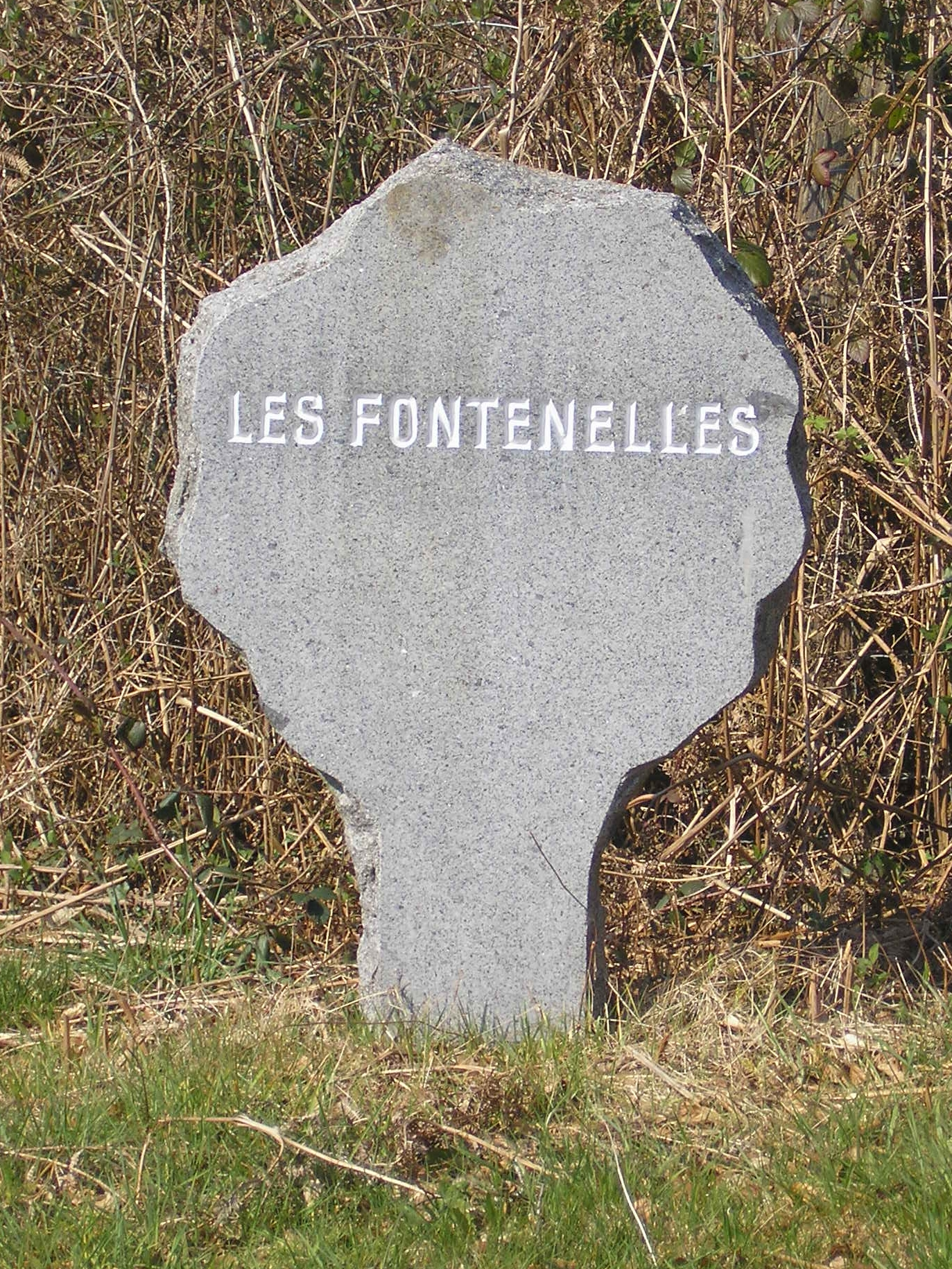
Panneau en granite.
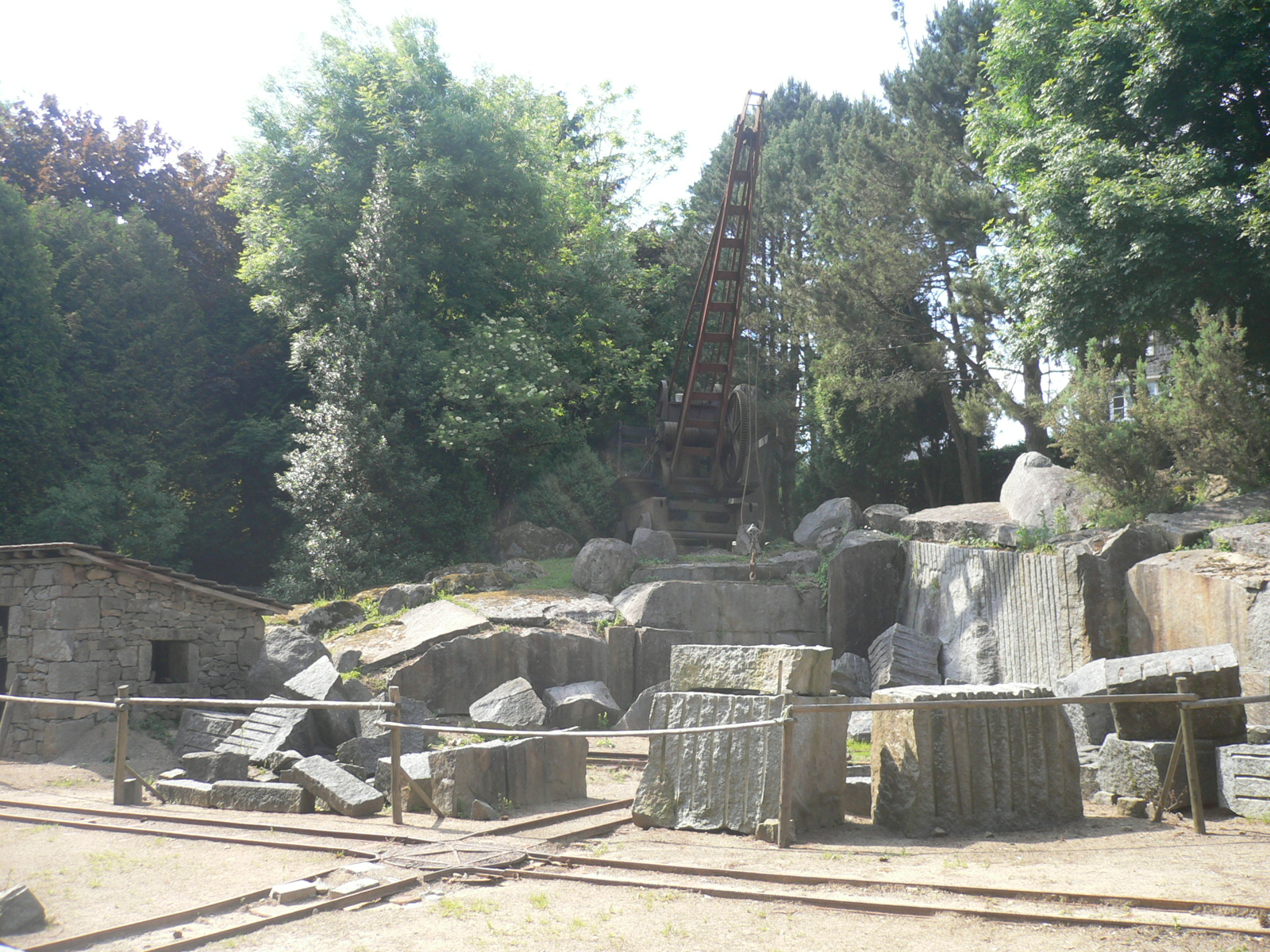
Le parc-musée du Granit.

### Activité et manifestations
Comme son homonyme la montjoie de Mortain, le village est situé sur le GR22 Paris - Mont Saint Michel et sur le GRP pays des granitiers.

### Héraldique
| Blason de Saint-Michel-de-Montjoie | Blason  | Coupé voûté : au 1er de gueules à un léopard d'or armé et lampassé d'azur, au 2d d'azur à deux pics de carrier d'argent emmanchés d'or passés en sautoir.                                                                                            |
| Blason de Saint-Michel-de-Montjoie | Détails | Le coupé vouté évoque la seconde partie du nom de la commune. Le léopard d'or sur champ de gueules rappelle les armes de la Normandie. Les pics de carrier sur fond d'azur symbolisent les anciennes carrières de granit bleu. Adopté en avril 2022. |